# العزبة المستجدة
قرية العزبة المستجدة هي إحدى القرى التابعة لمركز طما بمحافظة سوهاج في جمهورية مصر العربية. حسب إحصاءات سنة 2006، بلغ إجمالي السكان في العزبة المستجدة 5892 نسمة، منهم 3071 رجل و2821 امرأة.